# 敦多布多爾濟 (旺札勒多爾濟之子)
敦多布多尔济（18世纪—1745年），博尔济吉特氏，清朝喀尔喀蒙古第七代土谢图汗。敦多布多尔济与第三任土谢图汗敦多布多尔济同名。
敦多布多尔济是第一代土谢图汗察衮的玄孙，第二代土谢图汗察珲多尔济的曾孙，第四代土谢图汗多爾濟額爾德尼阿海的孙子，第五代土谢图汗旺札勒多爾濟的第四子。乾隆八年（1743年），敦多布多尔济的二哥敦丹多爾濟去世。乾隆九年（1744年），敦多布多尔济袭土谢图汗。乾隆十年（1745年），敦多布多尔济卒。乾隆十一年（1746年），敦多布多尔济的大哥延丕勒多爾濟袭封土谢图汗。